# Jardín Etnobotánico de Oaxaca
El Jardín Etnobotánico de Oaxaca es un jardín botánico de 2.3 hectáreas de extensión, en Oaxaca de Juárez, México. Está administrado por el Gobierno del Estado de Oaxaca, adscrito a la Secretaría de Cultura. Su código de identificación internacional como institución botánica afiliada al BGCI, así como las siglas de su herbario es STDOM.

## Historia
El Jardín Etnobotánico de Oaxaca fue propuesto en 1993 por iniciativa de Francisco Toledo y de la asociación civil PRO-Oaxaca (Patronato para la Defensa y Conservación del Patrimonio Cultural y Natural de Oaxaca, A.C.)
El 10 de noviembre de 1994 se publicó en el Diario Oficial de la Federación un acuerdo para retirar del servicio de la Secretaría de la Defensa Nacional el antiguo convento de Santo Domingo en la ciudad de Oaxaca de Juárez, destinando a favor del Gobierno del Estado un espacio de 2.3 hectáreas para crear un jardín botánico. 
Por las mismas fechas se constituyó el Fideicomiso del Jardín Etnobotánico con la participación del Gobierno del Estado, Fomento Social Banamex (Banco Nacional de México), y el PRO-OAX. El Fideicomiso recibió apoyo adicional del Gobierno Federal a través del Consejo Nacional para la Cultura y las Artes y el Instituto Nacional de Antropología e Historia. 
El Fideicomiso se canceló en febrero de 2006, y la administración del Jardín pasó al Gobierno del Estado; en octubre de 2009, el Jardín fue adscrito a la Secretaría de Cultura. Este Jardín botánico es miembro del BGCI

## Descripción
El Jardín Etnobotánico muestra en vivo cientos de especies de plantas, todas ellas originarias de Oaxaca. Las plantas provienen de diferentes regiones del Estado, tanto de climas áridos como húmedos, de las zonas tropicales bajas y de las áreas montañosas templadas y frías. El Jardín representa así la gran diversidad de climas, formaciones geológicas y tipos de vegetación que caracterizan a Oaxaca. 

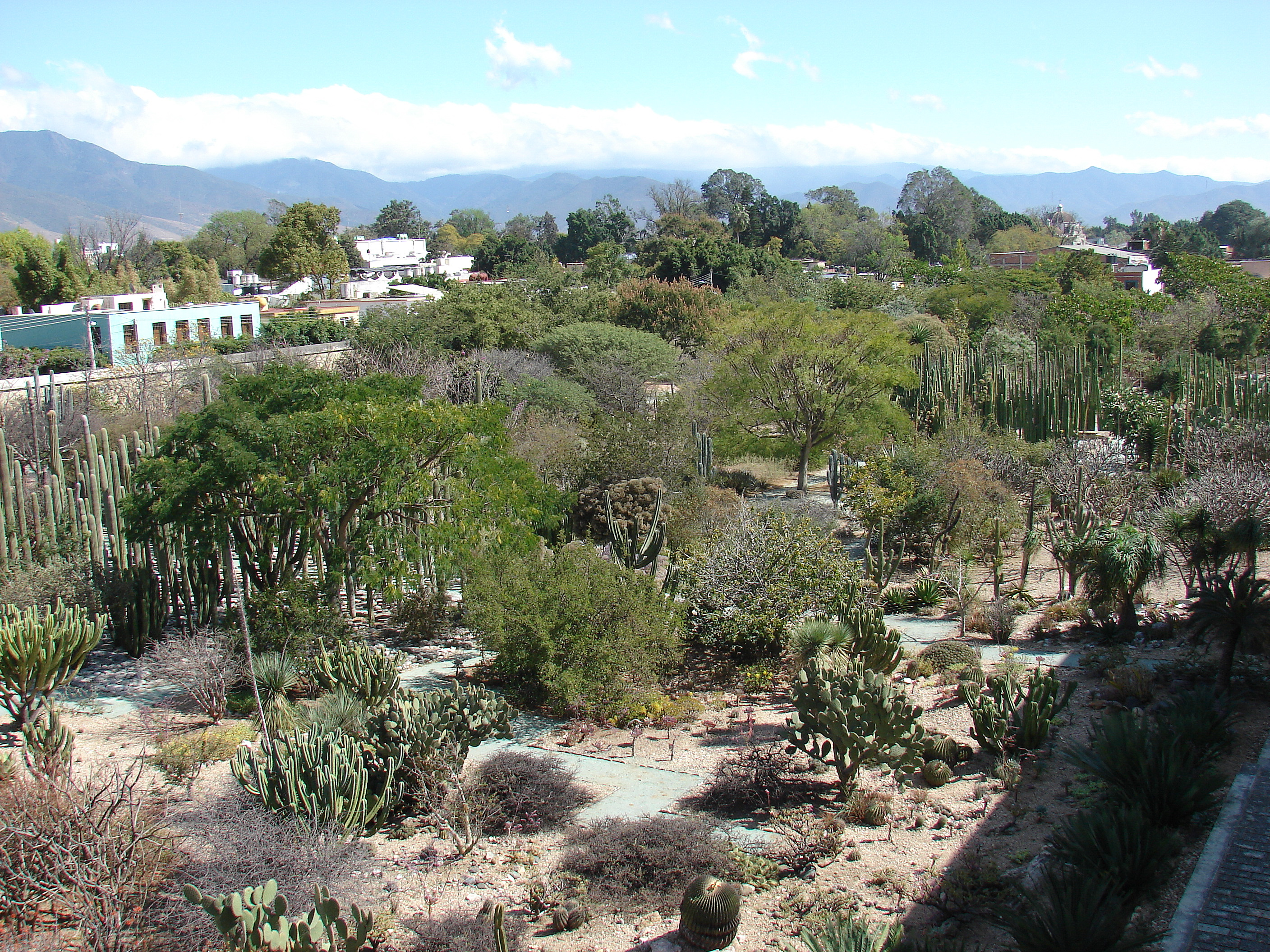
El Jardín Etnobotánico de Oaxaca se localiza en el interior del ex-convento de Santo Domingo.

El Jardín forma parte del Centro Cultural Santo Domingo, que ocupa el antiguo convento que fue construido en los siglos XVI y XVII para los frailes dominicos. El terreno del Jardín fue parte de la antigua huerta del convento. Este espacio sirvió como cuartel de mediados del siglo XIX hasta 1994 y estuvo ocupado por dormitorios, estacionamientos, canchas deportivas y otras instalaciones militares

## Colecciones

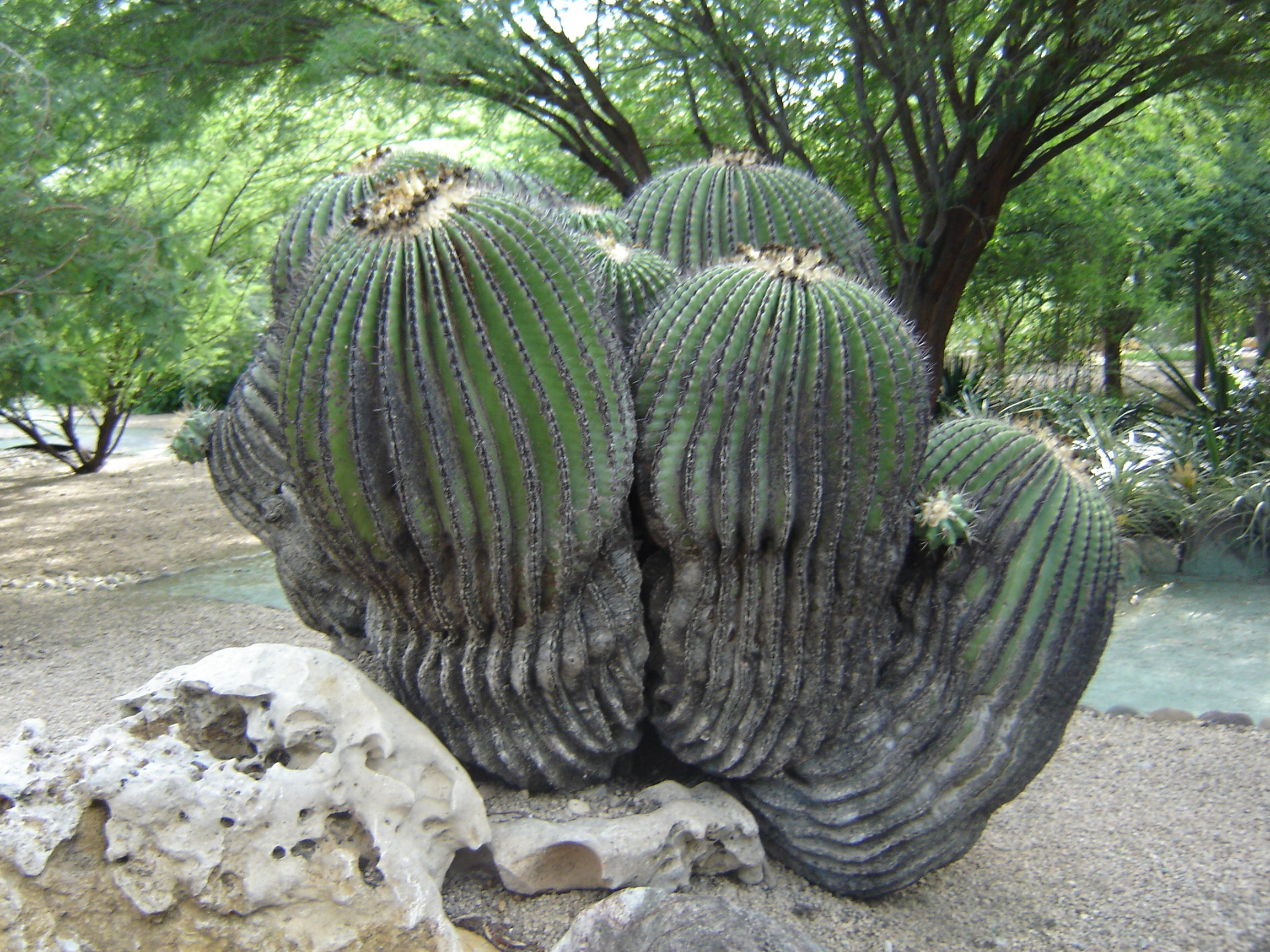
cactácea de Guilá Naquitz.

El jardín etnobotánico de Oaxaca alberga unas 7330 accesiones de plantas custodiadas (semillas, germoplasma), y unas 1300 especies cultivadas, pertenecientes a unos 474 géneros, 140 familias botánicas.
- Una sección del Jardín está dedicada a las especies que crecen en Guilá Naquitz, cueva cerca de Mitla donde los arqueólogos encontraron restos de plantas usadas por los antiguos cazadores y recolectores. Entre ellas aparecieron semillas de calabaza cultivadas hace diez mil años, los indicios más tempranos de agricultura conocidos hasta ahora en toda América. En la misma cueva se encontraron los restos más antiguos de maíz reportados hasta la fecha, con cerca de siete mil años de edad.
- Quizá la planta que más atrae la atención de los visitantes del Jardín es una gran biznaga de la especie Echinocactus platyacanthus, que pesa más de 5 toneladas y ha crecido durante varios siglos; es posible que tenga ya mil años de edad.
- Herbario con 3100 especímenes.